# Delta Heavy
Delta Heavy jsou hudební producenti a drum&bass duo Ben Hall a Simon James. Proslavili se v roce 2012 singlem „Get By“. První vydané album dua je Paradise Lost, které bylo vydáno 18. března 2016 studio RAM Records.

## Historie
Delta Heavy v roce 2009 podepsala smlouvu s Viper Recordings a vytvořila písně „Galaxy“ a „Abort“. V roce 2010 je proslavilo prestižní drum&bass studio RAM Records a vydali s nimi první dva singly „Space Time“ a „Overkill“. Jejich první debutovka Down the Rabbit Hole byla vydána v květnu 2012.

## Diskografie

### Studiová alba
| Název          | Vydavatelství                               | Rok  |
| -------------- | ------------------------------------------- | ---- |
| Paradise Lost  | RAM Records - Datum vydání:18. března 2016  | 2016 |
| Only in Dreams | RAM Records - Datum vydání: 22. března 2019 | 2019 |

### Singly a EP
- 2010 "Space Time" / "Take the Stairs"
- 2011 "Overkill" / "Hold Me"
- 2012 "Down the Rabbit Hole"
- 2012 "Get By"
- 2013 "Empire"
- 2014 "Apollo"
- 2014 "Reborn"
- 2015 "Ghost" / "Tremors"
- 2015 "Punish My Love"
- 2016 "Oscillator" / "Fun House"
- 2016 "White Flag"
- 2016 "Kill Room" / "Bar Fight"
- 2017 "Kaleidoscope"
- 2017 "Gargantua"
- 2017 "Stay" (feat. HOLLY)
- 2017 "Nobody But You" (feat. Jem Cooke)
- 2018 "I Need You"
- 2018 "Gravity"
- 2018 "Exodus"
- 2018 "Anarchy" (with Everyone You Know)
- 2019 "Lift You Up" (with Zeds Dead)
- 2019 "Take Me Home" (feat. Jem Cooke)